# Engelbert Dollfuß
Engelbert Dollfuß (Texingtal, 4 ottobre 1892 – Vienna, 25 luglio 1934) è stato un politico austriaco, cancelliere durante l'austrofascismo, dal 1932 al 1934.

## Biografia

### I primi anni
Nacque nella Bassa Austria dalla relazione tra Josepha Dollfuß, di famiglia contadina, e l'operaio Joseph Weninger; i due non erano sposati, poiché non avevano la disponibilità economica per celebrare le nozze, per cui il piccolo Engelbert prese il cognome materno. Pochi mesi dopo la sua nascita, Josepha si trasferì a Kirnberg an der Mank dove sposò il latifondista Leopold Schmutz, che però non lo adottò come figlio proprio.
Cattolico devoto fin dalla tenera età, nel 1904 si iscrisse in un seminario di Hollabrunn gestito dall'arcidiocesi di Vienna, dove si diplomò nel 1913. Dopo aver meditato sulla possibilità di prendere i voti e farsi prete, preferì iscriversi alla facoltà di Giurisprudenza dell'Università di Vienna e contemporaneamente lavorare come piccolo proprietario terriero.
Quando scoppiò la prima guerra mondiale, ebbe difficoltà ad entrare nell'esercito austroungarico a causa della sua bassa statura - era alto solo 1,50: una volta entrato in politica venne sarcasticamente soprannominato Millimetternich (gioco di parole che associava l'ex statista austriaco Klemens von Metternich e l'aggettivo "millimetrico"). Alla fine del 1914 venne comunque inviato sul Fronte italiano, dove sarebbe rimasto per tutta la durata del conflitto. Nelle ultime fasi dello scontro venne fatto prigioniero; riuscì comunque a sopravvivere e, dopo la sconfitta austriaca nella prima guerra mondiale e la dissoluzione dell'Impero austro-ungarico, tornò a Vienna per riprendere gli studi ed iniziare la carriera politica.

### Verso la cancelleria
Nel 1919 lavorò come segretario dell'associazione dei contadini austriaci (Bauernbund) e venne inviato a studiare economia all'Università di Berlino: nella capitale tedesca conobbe Alwine Glienke (1897-1973), una donna proveniente da una famiglia protestante, che sposò nel 1921 e da cui ebbe tre figli, un maschio e due femmine (una delle femmine morì in età adolescenziale). Nel 1922 conseguì la laurea in giurisprudenza e venne assunto come segretario della Camera dell'Agricoltura della Bassa Austria, di cui divenne direttore nel 1927.
Negli anni successivi si distinse come uno maggiori esponenti del Partito Cristiano-Sociale, in decisa opposizione al movimento socialdemocratico. Nel 1930 venne nominato presidente delle Österreichische Bundesbahnen (le ferrovie austriache) mentre il 18 marzo 1931 venne scelto dal cancelliere Otto Ender come Ministro dell'Agricoltura, carica che conservò anche nell'esecutivo guidato da Karl Buresch.
Le sue concezioni politiche non erano contrarie all'autoritarismo, al quale improntò la sua azione di governo una volta raggiunta, il 20 maggio 1932, la cancelleria. La nomina destò scalpore, poiché Dollfuß all'epoca non aveva ancora compiuto i quarant'anni e aveva un'esperienza governativa quasi nulla: quando il presidente Wilhelm Miklas gli affidò l'incarico, egli non rispose immediatamente e si ritirò nella sua chiesa preferita, dove passò la notte a pregare; l'indomani, dopo un pasto frugale, comunicò al Capo di Stato la sua disponibilità.
Dollfuß si presentò al Parlamento a capo di un governo di coalizione in cui, oltre ai cristiano-sociali, figuravano anche il Landbund (un partito agrario di destra) e l'Heimatblock (il braccio parlamentare degli Heimwehr). Nonostante ciò, egli riuscì ad ottenere la fiducia con una maggioranza di un solo voto: 83 sì e 82 no su 165 deputati.
A un anno esatto dalla nascita del suo gabinetto fondò, con l'aiuto del principe Ernst Rüdiger Starhemberg, il Vaterlandfront, un partito che riuniva sotto un'unica bandiera i numerosi partiti politici austriaci della destra e che si ispirava al partito fascista italiano. Dopo aver stroncato, con una dura e sanguinosa repressione, la rivolta dei quartieri operai di Vienna, cercò di appoggiare la sua politica a quella dell'Italia di Mussolini in contrapposizione all'influenza nazista crescente anche in Austria.

### Dollfuß e Mussolini

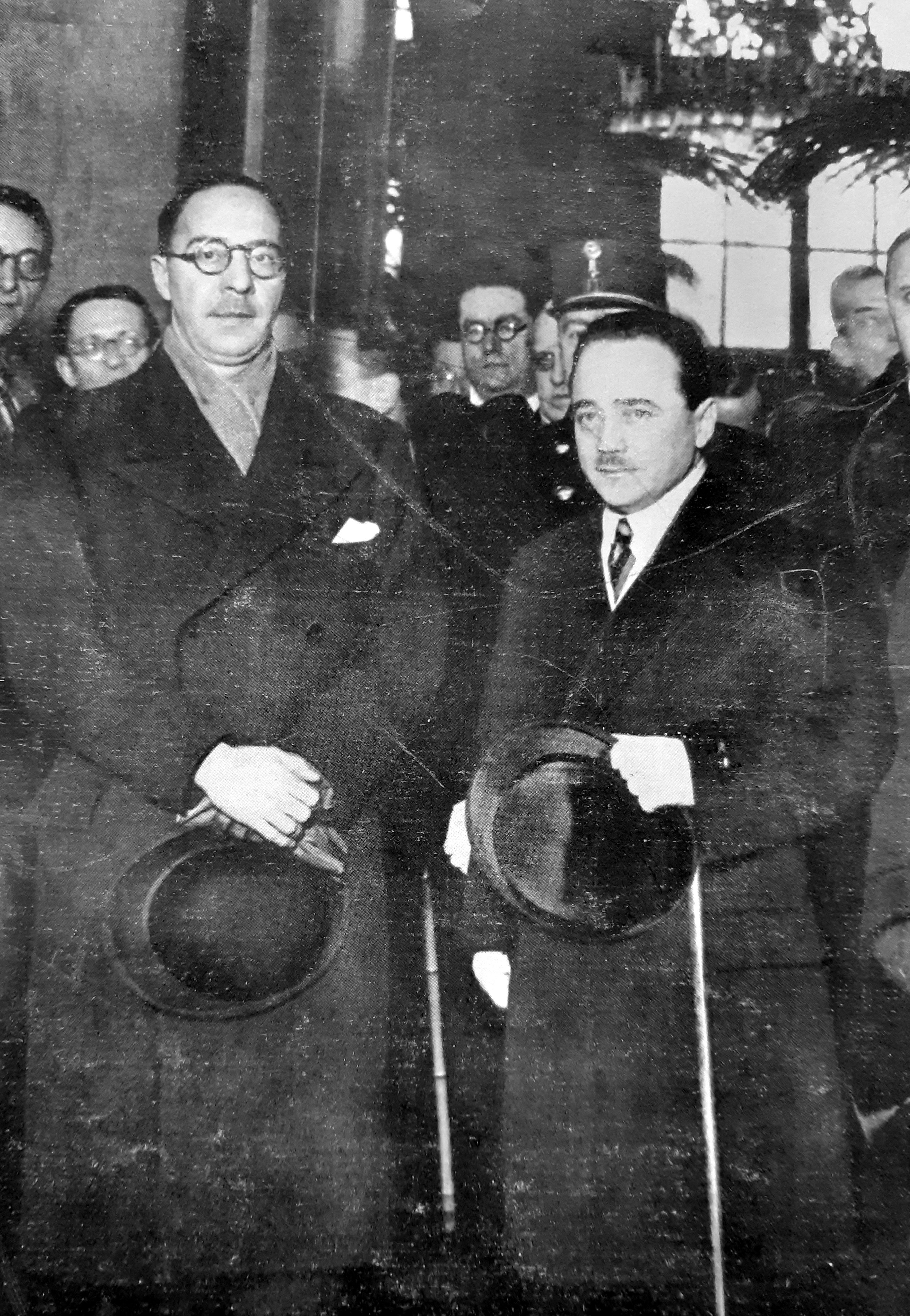
Roma, gennaio 1934. Incontro tra il sottosegretario agli affari esteri italiano, Fulvio Suvich, ed il cancelliere austriaco Dollfuß durante le trattative con l'Italia

Ispiratore della politica antisocialista del cancelliere Dollfuß fu Mussolini: infatti il Duce manovrò il cancelliere per contrastare la pressione del partito socialista e quella del nazionalsocialismo, favorevole all'Anschluss. Il controllo avvenne attraverso le Heimwehren, formazioni squadristiche legate alla polizia italiana e capeggiate dal principe Ernst Rüdiger Starhemberg. A questo nobile, che sarà nominato vice-cancelliere, Mussolini non lesinò aiuti né in denaro né in armi.
I contatti fra i due governanti erano frequentissimi. Nell'aprile del 1933 Mussolini si recò a Vienna ed indusse il cancelliere a formare il Fronte Patriottico, una falange fascista al di sopra dei partiti. Anche nella seconda metà dell'anno i contatti fra Dollfuß e Mussolini furono sempre più frequenti. Alla fine di giugno del 1933 Dollfuß, in seguito all'acutizzarsi della tensione tra Heimwehren e nazisti, si recò a Roma per conferire con Mussolini. Successivamente una lettera del Duce lo rassicurava che qualunque cosa potesse accadere, l'aiuto italiano non sarebbe venuto a mancare.
Ben presto Dollfuß tornò ancora in Italia, il 19 agosto 1933 arrivò a Riccione ed ebbe un primo colloquio con il Duce nell'appartamento del Grand Hotel dove soggiornava. Mussolini diede al cancelliere austriaco precise direttive: introdurre nel governo elementi delle Heimwehren, dare carattere dittatoriale al governo, creare un commissario straordinario per Vienna e fare propaganda su larga scala: il tutto doveva essere preceduto da un acceso discorso.
Mussolini in effetti entrò così minutamente negli affari austriaci per contrastare il progetto nazista dell'Anschluss, essendo allora ancora molto diffidente nei riguardi del movimento tedesco e del suo capo Adolf Hitler. Il 17 marzo 1934 Dollfuß tornò ancora ufficialmente a Roma ove siglò per conto dell'Austria i cosiddetti "protocolli di Roma", un'intesa a tre fra Austria, Italia e Ungheria che prevedevano sia facilitazioni doganali fra i paesi contraenti, sia una collaborazione militare in caso di necessità.
Con l'avvento di Hitler al potere in Germania, tuttavia, la posizione di Dollfuß si era fatta sempre più difficile. Contrario all'Anschluss richiesta dai nazisti tedeschi ed austriaci, non poté opporvi l'appoggio delle classi popolari che si era ormai alienato: per questo il Vaterländische Front, il Fronte Patriottico da lui fondato nel 1933, non poté evitare il putsch nazista che il 26 luglio 1934 giunse ad un soffio dalla conquista del potere.

### L'attentato e la morte
Dollfuß stava presiedendo il Consiglio dei ministri quando un corteo di automobili entrò nella sede della cancelleria. A bordo vi erano uomini che indossavano la divisa dell'esercito austriaco. Dollfuß pensò che i nuovi arrivati fossero i rinforzi della guardia. Si trattava invece dei congiurati nazisti: 154 uomini che occuparono facilmente il palazzo. Colpito al collo, Dollfuß chiese un prete e un medico, e pregò di avvertire Mussolini perché potesse prendersi cura della moglie e dei figli. I nazisti s'impadronirono anche della stazione radio e annunciarono le dimissioni di Dollfuß, che stava morendo senza che nessun medico lo soccorresse.

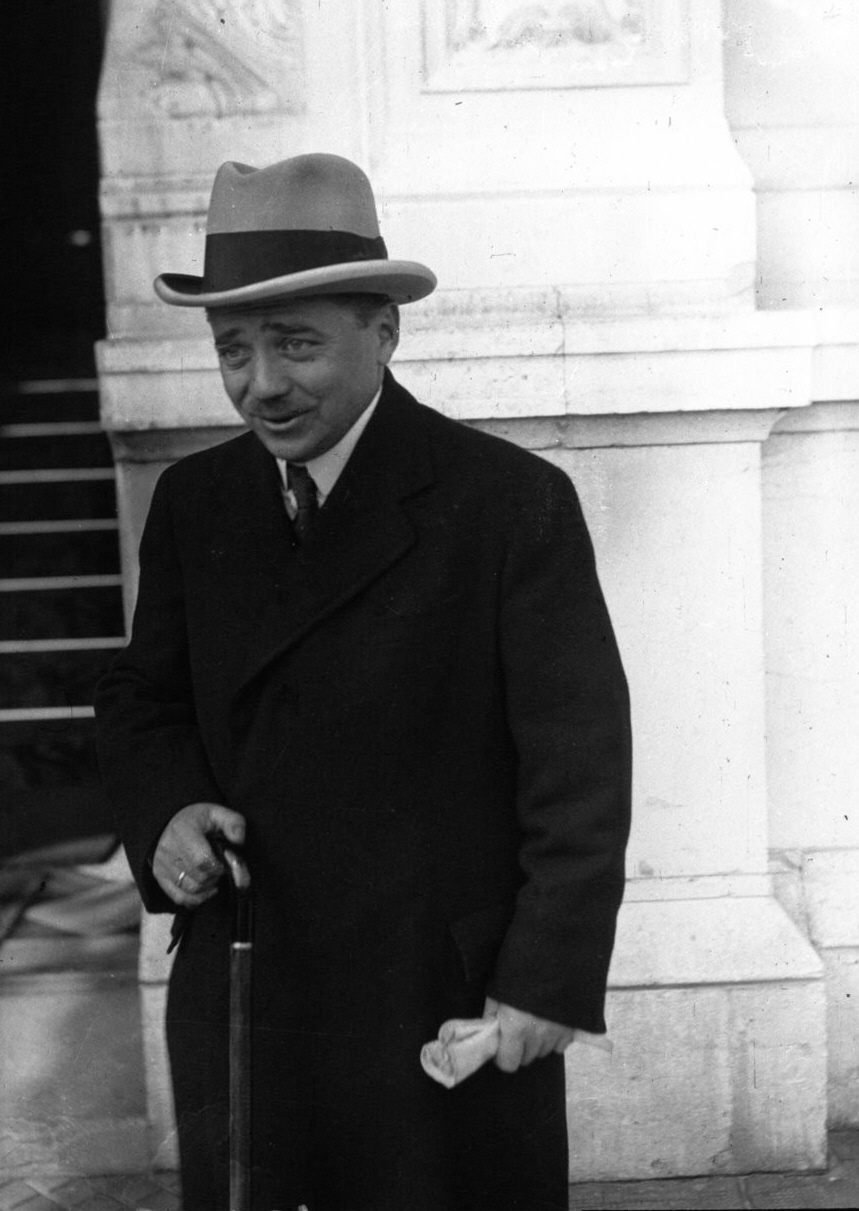
Dollfuß a Ginevra nel 1933.

Nonostante la morte di Dollfuß, il colpo di stato fallì. Forze fedeli alla Repubblica austriaca, guidate dal ministro della giustizia Kurt Alois von Schuschnigg, ebbero presto ragione dei rivoltosi che furono arrestati. Mussolini non ebbe esitazioni nell'attribuire l'attentato al dittatore tedesco: la notizia lo raggiunse a Cesena, dove stava esaminando i progetti per un ospedale psichiatrico. Il Duce diede personalmente l'annuncio alla vedova, che si trovava ospite presso la sua villa di Riccione con i figli. Egli mise anche a disposizione di Starhemberg, che trascorreva un periodo di vacanza a Venezia, un aereo che consentì al principe di rientrare precipitosamente a Vienna e di fronteggiare con la sua milizia, e con l'autorizzazione del presidente Miklas, gli assalitori nazisti.
Mussolini ordinò inoltre che quattro divisioni italiane raggiungessero il Brennero (L'Italia vigila con l'arma al piede, intitolarono i giornali). Telegrafò poi a Starhemberg: L'indipendenza dell'Austria per la quale egli è caduto è un principio che è stato difeso e sarà difeso dall'Italia ancora più strenuamente. Poi annunciò al mondo: L'Austria non si tocca e fece sostituire nella piazza di Bolzano la statua di Walther von der Vogelweide, un trovatore germanico, con quella di Druso. Fu questo il momento di maggior attrito tra il fascismo ed il nazionalsocialismo, e lo stesso Mussolini scese più volte in campo per ribadirne le differenze.
Alle prime notizie Hitler esultò ma immediatamente dopo, sorpreso dalla reazione italiana e convinto di non poter ancora affrontare un conflitto con le potenze dell'Europa occidentale, declinava ogni responsabilità, dichiarando ufficialmente il proprio rammarico per l'uccisione del Primo ministro austriaco. Sostituì l'ambasciatore a Vienna con Franz von Papen ed impedì ai congiurati, che dopo la sconfitta avevano ripiegato verso il confine, di entrare in Germania, disponendo anche la radiazione dal partito nazista austriaco dei capi del medesimo che si erano compromessi con il tentativo di colpo di Stato. Dollfuß fu sepolto nel camposanto di Hietzing, a Vienna.

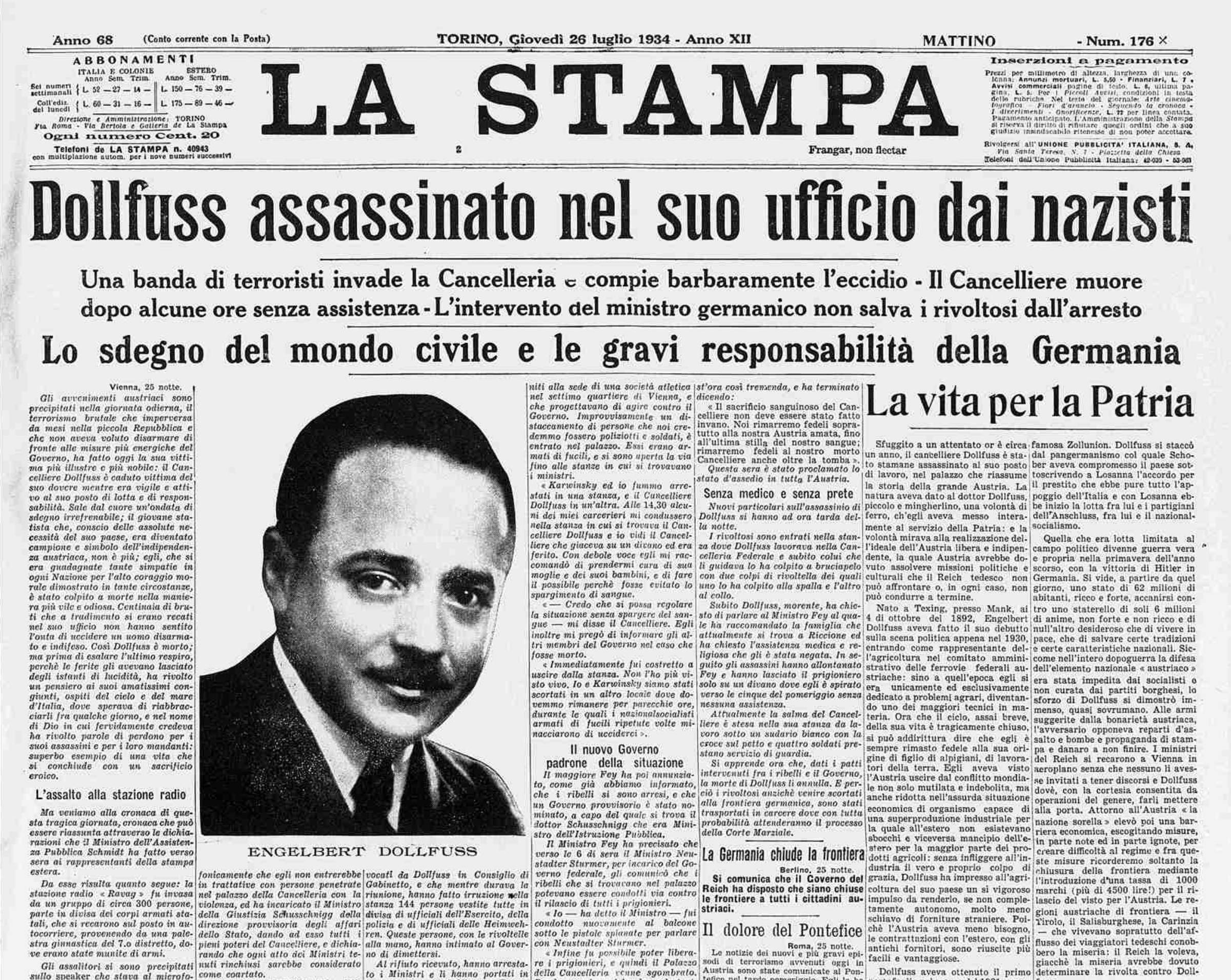
Prima pagina de La Stampa del 26 luglio 1934, annunciante l'assassinio di Dollfuss il giorno prima, la reazione di Mussolini e l'accusa diretta nei confronti di Hitler.

### Eventi successivi
A Dollfuß successe Kurt Alois von Schuschnigg. Nel 1936 un patto con la Germania riconobbe l'indipendenza dell'Austria, ma questa si sarebbe dovuta comportare come uno Stato tedesco in politica estera. Il 13 marzo 1938 l'annessione venne consumata col beneplacito dell'Italia che, divenuta oggetto d'isolamento da parte della Francia e del Regno Unito a seguito della guerra d'Abissinia, aveva notevolmente migliorato i rapporti con la Germania.